# Gare de Strazeele
Gare de Strazeele vasútállomás Franciaországban, Strazeele településen.

## Vasútvonalak
Az állomást az alábbi vasútvonalak érintik:
- Lille–Fontinettes-vasútvonal

## Kapcsolódó állomások
A vasútállomáshoz az alábbi állomások vannak a legközelebb:
- Gare de Bailleul
- Gare d’Hazebrouck